# Puccinia dolosoides
Puccinia dolosoides ist eine Ständerpilzart aus der Ordnung der Rostpilze (Pucciniales). Der Pilz ist ein Endoparasit der Hirse Paspalum comersonii. Symptome des Befalls durch die Art sind Rostflecken und Pusteln auf den Blattoberflächen der Wirtspflanzen. Sie ist in Zentralafrika und Sri Lanka beheimatet.

## Merkmale

### Makroskopische Merkmale
Puccinia dolosoides ist mit bloßem Auge nur anhand der auf der Oberfläche des Wirtes hervortretenden Sporenlager zu erkennen. Sie wachsen in Nestern, die als gelbliche bis braune Flecken und Pusteln auf den Blattoberflächen erscheinen.

### Mikroskopische Merkmale
Das Myzel von Puccinia dolosoides wächst wie bei allen Puccinia-Arten interzellulär und bildet Saugfäden, die in das Speichergewebe des Wirtes wachsen. Aecien oder Spermogonien der Art sind nicht bekannt. Die gelbbraunen Uredien der Art wachsen unterseitig auf den Blättern der Wirtspflanzen. Ihre goldenen bis zimtbraunen Uredosporen sind breitellipsoid bis eiförmig, 33–36 × 21–27 µm groß und fein stachelwarzig. Die zumeist blattunterseitig wachsenden Telien sind schwarzbraun, lang bedeckt und kompakt. Die haselnussbraunen Teliosporen sind zweizellig, in der Regel länglich bis keulenförmig und 34–43 × 19–23 µm groß; ihre Stiele sind braun und wird bis zu 10 µm lang.

## Verbreitung
Das bekannte Verbreitungsgebiet von Puccinia dolosoides umfasst Zentralafrika und Sri Lanka.

## Ökologie
Die Wirtspflanze von Puccinia dolosoides ist Paspalum comersonii. Der Pilz ernährt sich von den im Speichergewebe der Pflanzen vorhandenen Nährstoffen, seine Sporenlager brechen später durch die Blattoberfläche und setzen Sporen frei. Die Art verfügt über einen Entwicklungszyklus, von dem bislang lediglich Telien und Uredien sowie deren Wirt bekannt sind; Spermogonien und Aecien konnten dem Pilz nicht zugeordnet werden.